# Luselturm

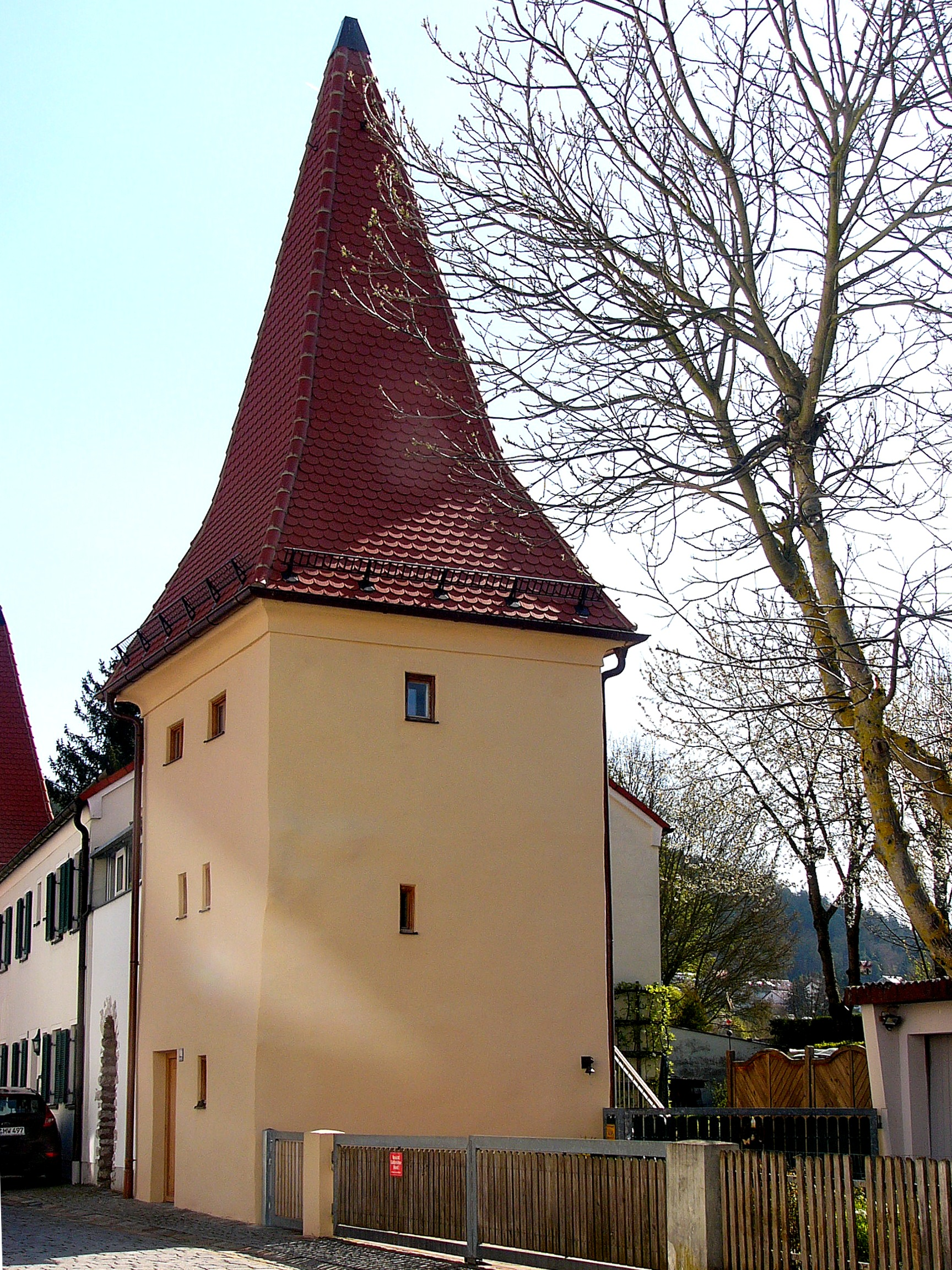
Bild nach der letzten Sanierung

Der sogenannte Luselturm ist ein Teil der mittelalterlichen Stadtbefestigung der Stadt Greding.
Es handelt sich um einen Befestigungsturm. Die angrenzende Stadtmauer ist nicht mehr vorhanden. Er ist dreigeschossig mit Spitzhelm. Drei Seiten sind auch Kalkbruchsteinen gemauert. Die vierte Seite besteht aus Fachwerk. Er wurde um 1400 errichtet und 1582 und 1750 verändert. Der heutige Dachstuhl entstand um 1700. Die aktuellen Fenster stammen aus dem 18. und 19. Jahrhundert. Die Renovierung 2015 wurde mit dem Denkmalpreis des Bezirkes Mittelfranken ausgezeichnet.